# Lyngsted Sandbjerge
Lyngsted Sandbjerge (tysk Löwenstedter Sandberge) er et cirka 16 ha stort klit- og hede-område, der ligger vest for Lyngsted på den slesvigske gest i Sydslesvig i den nordtyske delstat Slesvig-Holsten. Området ligger ved grænsen mellem Fjolde Sogn i syd og Hjoldelund Sogn i nord. Landsbyer i omegnen er Kolkhede og Hjoldelund. Området blev naturfredet i 1939. Sandbjergene ved Lyngsted fremstår i dag som et åben hedelandskab med både våde og tørre hedearealer. Sandbjerge er levested for en række forskellige dyr- og plantearter. Området minder om de tidligere udstrakte hedelandskaber med lyng, skove, klitter og mose på det slesvigske midtslette (sml. Sønder Løgum Klit og Lilholm Hedeklitter).
Det mellem Lyngsted og Hjoldelund beliggende klitareal er første gang nævnt som Sand i 1721. Begrebet Sandbjerge er første gang dokumenteret 1807.

## Eksterne henvsisninger
- NABU-Naturschutzgebiet Löwenstedter Sandberge